# Sing, Bing, Sing
Sing, Bing, Sing – amerykański krótkometrażowy film komediowy z 1933 roku z udziałem aktora i piosenkarza Binga Crosby’ego. Jest to jeden z  krótkometrażowych filmów, w których zagrał Crosby, które pomogły mu rozpocząć karierę solową.

## Obsada
- Bing Crosby jako Bing
- Florine McKinney jako Helen
- Irving Bacon jako ojciec Helen
- Arthur Stone jako Holmes
- Marvin Loback jako Barnes
- Charles Gemora jako Charlie